# Biserica Sfântul Nicolae din Chișinău
Biserica Sfântul Nicolae (fosta Biserica Sfântul Nicolae a gimnaziului de fete) este un lăcaș de cult și monument de arhitectură de însemnătate națională, introdus în Registrul monumentelor de istorie și cultură din municipiul Chișinău.

## Istorie
Zemstva gubernială a Basarabiei a luat în propria gestiune gimnaziul particular pentru fete, fondat în 1864 de către Liubov Beliugova.
În luna martie anul 1880 Zemstva basarabeană gubernială a achiziționat un lot de pământ viran, aflat la colțul străzii Guberniale și Piodoliei. La 24 mai 1881 a fost pusă piatra de temelie a gimnaziului, iar la 3 august 1882 – construcția clădirii era terminată. Autorul proiectului și a devizului era G.F. Lonsky, supravegherea – asigurată de arhitectul Kurkovsky.
La începutul secolului al XX-lea, din partea curții a fost alipită capela Sf. Nicolae, autor, se presupune, este M. Seroținski. Accesul are loc de pe palierul scării de acces la etaj, sub capelă fiind un spațiu folosit în calitate de sală sportivă de iarnă. Interioarele erau luminate prin ferestre largi, pereții decorați cu stucaturi și imaginea îngerilor la colțuri.